# French Kiss的Kiss廣播!
《French Kiss的Kiss廣播!》（日語:フレンチ・キスのKissラジ!），是於FM東京所播放的深夜廣播談話節目，每週日25:00 - 25:30播出，由French Kiss主持。

## 概要
因為2011年3月11日發生東日本大震災，18日French Kiss的成員們討論是否能為受災地區的民眾貢獻一點幫助，向工作人員諮詢後認為廣播節目可以普遍傳達，即使停電也能收聽，於是於21日公開宣布將在FM東京開設新的節目。
節目的名稱向粉絲募集，在第一集播出時發表為「French Kisse的Kiss廣播！〜你的YELL〜」（フレンチ・キスのKissラジ！〜あなたへのYELL〜）。從2012年6月30日之後，簡化為現在的名稱。
2012年9月29日該集結束後，播出時間從每週六24:00 -24:30改至每週日25:00 - 25:30，原時段則由柏木由紀的首個冠名節目「柏木由紀的YUKIRIN TIME」（2012年10月6日 -）取代。
節目的片頭曲採用French Kiss的歌曲，若發行新單曲，則播出新單曲收錄的歌曲。

## 演出

### 主持人
- French Kiss
  - 柏木由紀
  - 高城亞樹
  - 倉持明日香

### 來賓
- 大家志津香（2011年6月4日・7月16日） - AKB48 Team A
- 佐藤夏希（2011年6月4日・7月23日） - AKB48 Team B

## 單元
- 你的YELL

節目的初期主要單元。聽眾投稿煩惱，由三位成員成員表達自己的想法，最後柏木、高城、倉持分別表達鼓勵。

### 個人單元
柏木曾單獨主持（2011年5月28日），目的是為了加強廣播主持的能力，之後三人隔一個月輪流負責個人主持的工作。
- 柏木由紀的Only today（2011年6月18日）

柏木由紀的個人單元，以BOX為主題，自由談話的方式進行節目。
- 劇團亞樹・タカジョウ（2011年7月9日）

高城亞樹的個人單元。高城一人負責短篇小說朗讀劇。
- 倉持明日香的呃・摔角・高校（2011年9月10日）

倉持明日香的個人單元。倉持講解喜愛的摔角，以測驗的方式上課，柏木和高城學生變成學生的角色。

### 生日企劃
離成員生日最接近的播放日，製作特別企劃。

### French Kiss選出的○○歌曲獎
三人選出最適合的歌曲，並在最後播放其中一首。(粗體字是節目中播放的歌曲。)
AKB48相關歌曲/2月26日播放
- 令人情緒高張的歌曲獎

柏木 | 遠距離海報（遠距離ポスター）
高城 | 偽裝著 隱瞞著（フリしてマネして）
倉持 | 愛之繩
- 最想要唱卡拉OK的歌曲獎

柏木 | 變成櫻花樹
高城 | AKB48
倉持 | K區域（エリアK）
- 晚上睡覺前最適合聽的歌曲獎

柏木 | 關於你（君について）
高城 | 為何降生在這美好世界（なんて素敵な世界に生まれたのだろう）
倉持 | To be continued.
偶像歌曲/4月21日播放
- 聽到的話自己會尖叫的歌曲獎

柏木 | 早安少女組。/ I WISH
高城 | 少女時代 / BORN TO BE A LADY
倉持 | AKB48(Team K) / 街角的Party（街角のパーティー）
- 想成為的戀情小小悸動歌曲獎

柏木 | 蒲公英 (hello!项目) / 我墜入愛河（恋をしちゃいました!）
高城 | AKB48(Team K) / 男友製作法（ボーイフレンドの作り方）
倉持 | SPEED / 指環
- ザ・偶像歌曲獎

柏木 | 松田聖子 / 藍色珊瑚礁
高城 | 安室奈美惠 / CAN'T SLEEP,CAN'T EAT,I'M SICK
倉持 | SPEED / ALIVE
夏天歌曲/8月25日放送
- 男歌手夏天歌曲獎

柏木 | 柚子 / 夏色
高城 | ORANGE RANGE / 太陽無用
倉持 | CRAZY KEN BAND / 夏っ子
- 女歌手夏天歌曲獎

柏木 | 松田聖子 / 海灘的陽台（渚のバルコニー）
高城 | ZONE / secret base ～你給我的東西～
倉持 | 生物股長 / 夏空的塗鴉
- AKB相關的夏天歌曲獎

柏木 | 飛翔入手
高城 | 人魚假期（人魚のバカン）ス
倉持 | 我點燃的煙火（僕の打ち上げ花火）

## 特集
- French Kiss的Kiss廣播！〜追加〜成人式特別節目！！

2012年1月8日（日）26:00 - 27:00播出　FM東京

## 首播時間
2011年4月2日 - 2012年9月29日
- 星期六 24:00 - 24:30

2012年10月7日 -
- 星期日 25:00 - 25:30

## 放送局
FM東京以外的電台皆晚一週播放。
- TOKYO FM（製作局） 星期日 25:00-25:30

- Date FM 星期日 21:00-21:30
- 福島FM 星期六 27:30-28:00
- FM岩手 星期六 24:00-24:30

以上三個電台皆位於東日本大震災受災區。
- FM高知 星期日 24:00-24:30 (從2012年4月)
- FMFUKUOKA 星期六 27:00-27:30 (從2012年4月)
- FM鹿兒島 星期五 21:00-21:30 (從2012年4月)
- FM愛知 星期二 20:30-21:00 (從2012年4月)
- AIR-G 星期六 6:00-6:30 (從2012年4月)
- fm Osaka 星期一 5:00-5:30 (從2012年4月)
- 廣島FM放送 星期六 20:30-21:00 (從2012年4月)
- FM新潟 星期四　19:00-19:30 (從2012年7月5日)
- FM熊本 星期六　26:00-26:30 (從2012年7月7日)

## 外部連結
- French Kiss的Kiss廣播!